# Adam Warner
Adam Warner (* 5. Mai 1997) ist ein englischer Dartspieler.

## Karriere
Adam Warner hatte seinen ersten internationale Auftritt bei den UK Open 2022, wo er sich über den Riley’s Amateur Qualifier qualifiziert hatte. Bei seinem Debüt unterlag er Lukas Wenig mit 3:6. Im weiteren Jahr nahm Warner bei der Modus Super Series teil und konnte sich bei der PDC Qualifying School im Januar 2023 eine Tour Card zur Teilnahme an der PDC Pro Tour erspielen.
Am 25. September 2024 spielte er beim Players Championship 23 gegen Jurjen van der Velde einen Neundarter.
Er konnte sich nach zwei Jahren nicht in die Top 64 der PDC Order of Merit spielen, holte sich seine Tour Card aber durch die Q-School zurück.

## Turnierergebnisse
| Turnier              | 2022              | 2023              | 2024              | 2025 |
| -------------------- | ----------------- | ----------------- | ----------------- | ---- |
| PDC-Ranking-Turniere |                   |                   |                   |      |
| World Masters        | nicht ausgetragen | nicht ausgetragen | nicht ausgetragen | VR   |
| UK Open              | 1R                | 2R                | 2R                | 1R   |
| Karrierestatistiken  |                   |                   |                   |      |
| Jahresendplatzierung | –                 | 131               | 103               |      |

| Legende zu den Turnierergebnissen | Legende zu den Turnierergebnissen | Legende zu den Turnierergebnissen | Legende zu den Turnierergebnissen | Legende zu den Turnierergebnissen | Legende zu den Turnierergebnissen | Legende zu den Turnierergebnissen | Legende zu den Turnierergebnissen | Legende zu den Turnierergebnissen | Legende zu den Turnierergebnissen |
| --------------------------------- | --------------------------------- | --------------------------------- | --------------------------------- | --------------------------------- | --------------------------------- | --------------------------------- | --------------------------------- | --------------------------------- | --------------------------------- |
| n/t                               | nicht teilgenommen                | n/q                               | nicht qualifiziert                | n/a                               | nicht ausgetragen                 | #R                                | Aus in jeweiliger Runde           | GP                                | Aus in der Gruppenphase           |
| AF                                | Achtelfinalist                    | VF                                | Viertelfinalist                   | HF                                | Halbfinalist                      | F                                 | Turnierfinalist                   | S                                 | Turniersieger                     |